# Короваевская волость
Короваевская волость — историческая административно-территориальная единица в составе Покровского уезда Владимирской губернии.

## История
В середине XII — начале XIII веков территория принадлежала Ростово-Суздальскому княжеству.
В апреле 1924 года Жаровская и Короваевская волости были объединены.

## Населённые пункты
По данным на 1905 год из книги Список населённых мест Владимирской губернии в Короваевскую волость входили следующие населённые места:
- Алексино
- Васильки (при деревне усадьба Петровых)
- Демнево (современное название деревни - «Демлево»)
- Дохлово (современное название деревни - «Веселово»)
- Дровново
- Калинино (сельцо, при нём имение С. Морозова и его же мельница)
- Короваево (село, при нём имение Симанина; современное название - «Караваево»)
- Кузяево
- Летово (при деревне имение Рябова)
- Марково (при деревне лесная сторожка Симанина)
- Митино (усадьба Козловского)
- Мышлино
- Назарово (при деревне усадьба Морозова)
- Очеп
- Пильна
- Погорельцы 1
- Погорельцы 2
- Покровка
- Поломы (при деревне мельница Поломского общества)
- Свинцово
- Тощебулово
- Ушицыно

## Волостное правление
По данным на 1900 год: волостной старшина — Михаил Иванович Жильцов, писарь — Василий Иванович Абалкин.
По данным на 1910 год: волостной старшина — Иван Серов, писарь — Иван Киселев.

## Население
В 1890 году Короваевская волость Покровского уезда включает 6132 десятин крестьянской земли, 20 селений, 641 крестьянский двор (4 не крестьянских), 3570 душ обоего пола. Административным центром волости было село Короваево.